# Vladimir Baranoff-Rossine
Vlagyimir Davidovics Baranoff-Rossine (oroszul: Владимир Давидович Баранов-Россине) (Velika Lepetiha, 1888. január 13. – Auschwitzi koncentrációs tábor, 1944) zsidó származású ukrán, orosz, francia avantgárd művész, feltaláló.

## Életrajz
Wladimir Baranoff-Rossine Herszonban, az Orosz Birodalomban (mai Ukrajnában) született, Sulim-Volf Lejb Baranov néven.
1902-ben a szentpétervári Társaság a Művészetek Támogatásáért iskolájában tanult. 1903-tól 1907-ig a szentpétervári Cári Művészeti Akadémiára járt.
1908-ban a Zveno csoporttal állított ki Kijevben David Burljuk művész és testvére, Vlagyimir Burljuk szervezésében.
1910-ben Párizsba költözött, ahol 1914-ig a La Ruche művésztelep lakója volt Alexander Archipenkóval, Sonia Delaunay-Terkkel, Natan Altmannal és másokkal. 1911 után rendszeresen kiállított Párizsban.
1914-ben visszatért Oroszországba. 1916-ban önálló kiállítása volt Oslóban. 1918-ban Petrográdban (Szentpétervár) a Mir Iszkussztva (Művészet Világa) művészszövetségével volt kiállítása. Ugyanebben az évben Moszkvában a Zsidó Művészetösztönző Közösség csoporttal volt kiállítása Natan Altmannal, El Liszickijjel és David Sterenberggel. 1919-ben részt vett az Első Állami Szabad Művészeti Kiállításon Petrográdban.
1919-ben feleségül vette Yudin Raisát Herszonból. 1920 márciusában született Jevgenyij nevű fiuk, és Raisa a szülés utáni szövődményekben halt meg.
1922-ben Baranoff-Rossine a moszkvai Felső Művészeti-Technikai Műhelyek (VHUTYEMASZ) tanára volt, és kiállították az Első Orosz Művészeti Kiállításon Berlinben.
1924-ben a Moszkvai Nagyszínházban először mutatták be optofonikus zongoráját – egy szinesztetikus hangszert, amely egyszerre volt képes hangokat és színes fényeket, mintákat és textúrákat létrehozni.
1925-ben Franciaországba emigrált.
A folyamatosan kísérletező Baranoff-Rossine a színezés művészetét a hadi művészetre alkalmazta az álcázási technikával vagy kaméleoneljárással, és ezt Robert Delaunay-val együtt forgalmazta. Baranov-Rossine-t a poantilista és a dinamikus katonai álcázás szerzőjeként tartják számon. Feltalálta a „fotokromométert” is, amely lehetővé tette a drágakövek minőségének meghatározását. Egy másik területen tökéletesítette a „Multiperco” nevű, szénsavas italokat előállító, sterilizáló és forgalmazó gépet, amely annak idején több műszaki díjat is kapott.
A német megszállás alatt Baranoff-Rossine-t az auschwitzi koncentrációs táborba deportálták, és ott gyilkolták meg 1944-ben a nácik.

## Fordítás
- Ez a szócikk részben vagy egészben  a   Vladimir Baranov-Rossine című angol Wikipédia-szócikk ezen változatának fordításán alapul.  Az eredeti cikk szerkesztőit annak laptörténete sorolja fel. Ez a jelzés csupán a megfogalmazás eredetét és a szerzői jogokat jelzi, nem szolgál a cikkben szereplő információk forrásmegjelöléseként.